# Polyrhachis lepida
Polyrhachis lepida is een mierensoort uit de onderfamilie van de schubmieren (Formicinae). De wetenschappelijke naam van de soort is voor het eerst geldig gepubliceerd in 2006 door Kohout.